# MEIS2
MEIS2‏ (Meis homeobox 2) هوَ بروتين يُشَفر بواسطة جين MEIS2 في الإنسان.